# LO Пегаса
LO Пегаса (лат. LO Pegasi) — звезда, которая находится в созвездии Пегас на расстоянии около 89 световых лет от нас.

## Характеристики
LO Пегаса принадлежит к классу оранжевых карликов главной последовательности. Из-за активного магнитного поля эта звезда имеет нестабильные поляризацию и состояние хромосферы. На её поверхности часто возникают мощные спорадические вспышки, похожие на пятна на Солнце. Это одна из самых быстро вращающихся активных звёзд, известных науке — полный оборот вокруг собственной оси она совершает приблизительно за 6 часов.
Но, несмотря на активность, температура поверхности звезды достаточно низкая — 4500 градусов по Кельвину. По размерам и массе LO Пегаса уступает Солнцу: её радиус и масса приблизительно равны 0,78 и 0,8 солнечных соответственно. LO Пегаса принадлежит движущейся группе звёзд AB Золотой Рыбы, средний возраст элементов которой оценивается в 50 миллионов лет.